# Furacão Marie (2008)
O furacão Marie foi o décimo quarto ciclone tropical, o décimo terceiro sistema tropical nomeado e o sexto furacão da temporada de furacões no Pacífico de 2008. Marie formou-se de uma onda tropical em 1 de outubro a oeste da costa do Pacífico do México e se tornou a tempestade tropical Marie ainda naquele dia. Seguindo para oeste-noroeste e oeste, Marie se intensificou gradualmente, se tornando um furacão em 3 de outubro. A partir de então, Marie começou a seguir mais lentamente e para o norte, atingindo seu pico de intensidade mais tarde naquele dia, com ventos máximos sustentados de 130 km/h e uma pressão central mínima de 984 mbar. A partir de então, Marie voltou a seguir para oeste e começou a se enfraquecer assim que seguia sobre águas mais frias e para uma região com condições atmosféricas mais estáveis, desfavoráveis para o seu desenvolvimento. Marie se enfraqueceu para uma tempestade tropical em 4 de outubro e para uma depressão tropical em 6 de outubro. Mais tarde naquele dia, Marie se degenerou para uma área de baixa pressão remanescente a oeste-sudoeste do extremo sul da península da Baixa Califórnia. Como Marie manteve-se distante da costa, não foi relatado nenhum impacto relacionado; apenas um navio foi afetado por seus ventos, mas sem sofrer avarias.

## História meteorológica

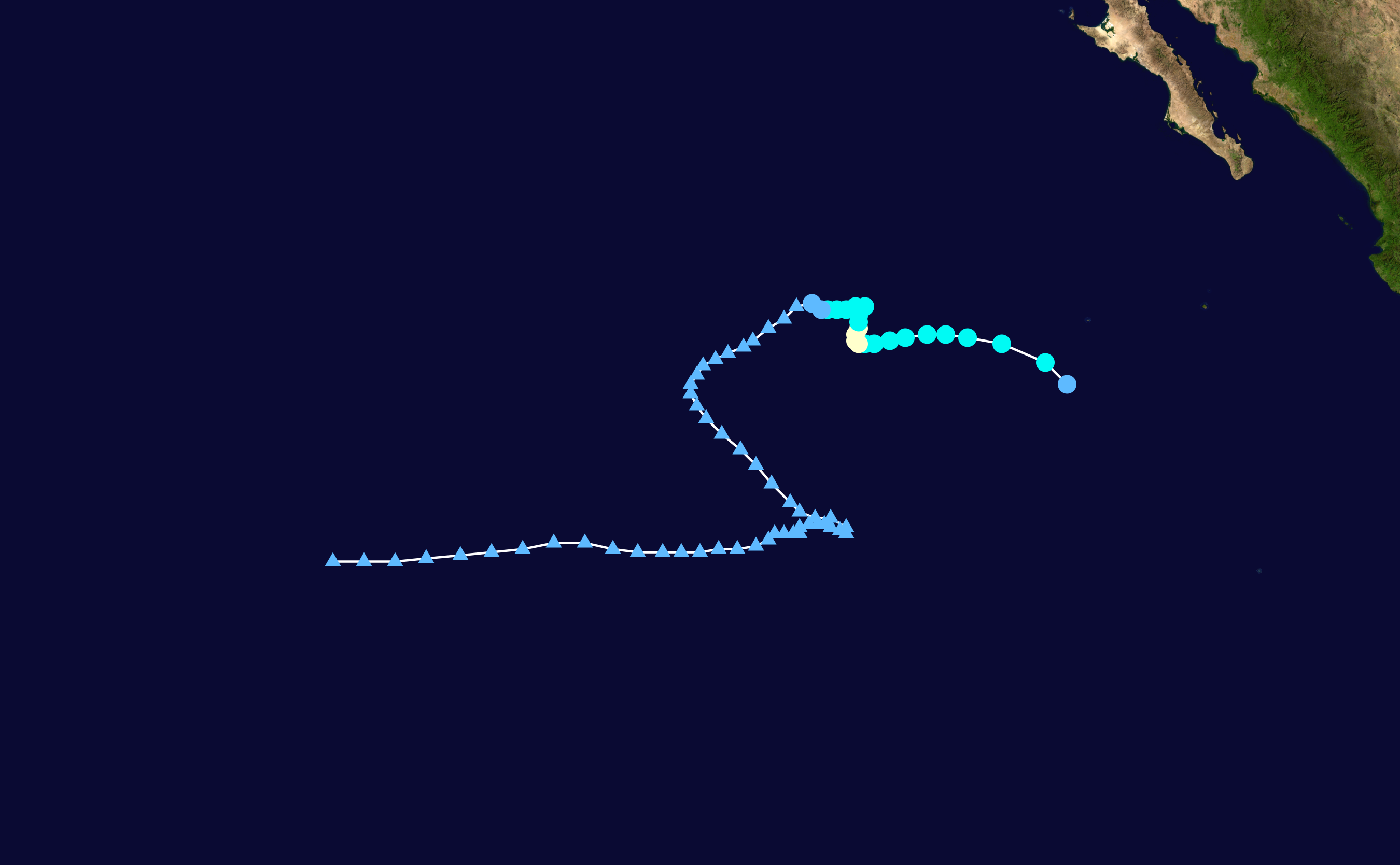
O caminho de Marie

Marie formou-se a partir de uma onda tropical que deixou a costa ocidental da África em 6 de setembro. A onda seguiu rapidamente para oeste, com poucas ou nenhuma área de convecção associada enquanto seguia pelo Oceano Atlântico centro-norte tropical e pelo mar do Caribe. O sistema cruzou a América Central cerca de duas semanas após ter deixado a África. Logo em seguida, a onda seguiu para o Oceano Pacífico nordeste, ainda sem demonstrar sinais de organização. Porém, áreas de convecção começaram a se formar a partir de 24 de setembro, cerca de 4 dias após a onda ter deixado a América Central. No entanto, o sistema não foi capaz de gerar uma área de baixa pressão até em 28 de setembro; naquele momento, o centro da recém-formada área de baixa pressão estava localizada a cerca de 555 km ao sul de Manzanillo, México. O sistema continuou a seguir continuamente para oeste-noroeste, organizando-se lentamente. Finalmente, durante a manhã (UTC) de 1 de outubro, o sistema já apresentava áreas de convecção suficientes para ser declarado como uma depressão tropical pelo Centro Nacional de Furacões.

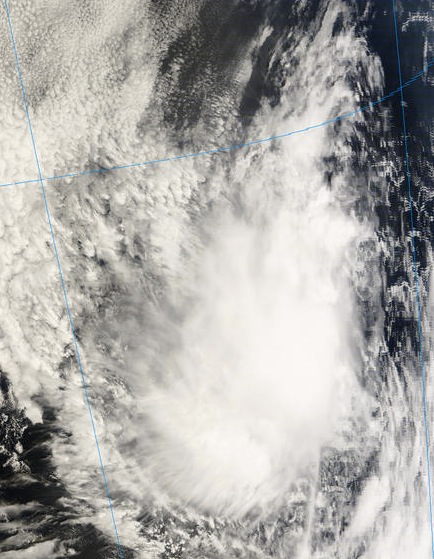
A tempestade tropical Marie em 1 de outubro

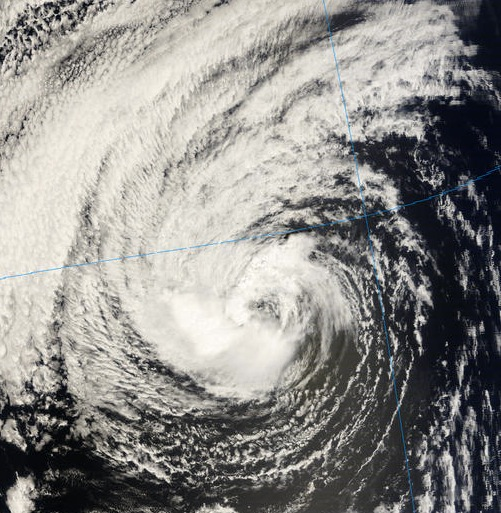
A tempestade tropical Marie em 5 de outubro

A depressão continuou a seguir continuamente para oeste-noroeste enquanto se intensificava gradualmente. Cerca de 6 horas após a sua classificação para uma depressão, o sistema se fortaleceu para a tempestade tropical Marie. A partir de então, Marie começou a seguir uma trajetória mais para oeste enquanto continuava a se intensificar gradualmente. No entanto, a intensidade da tempestade ficou estagnada, com ventos máximos sustentados em 85 km/h, por cerca de 24 horas. Após esse período, Marie voltou a se intensificar mais rapidamente, se tornando um furacão por volta das 18:00 (UTC) de 3 de outubro. A partir de então, a velocidade de deslocamento de Marie diminuiu brutamente e o furacão começou a seguir para o norte. Marie atingiu seu pico de intensidade durante as primeiras horas (UTC) de 4 de outubro, com ventos máximos sustentados de 130 km/h, e uma pressão central mínima de 984 mbar.
A partir de então, Marie voltou a seguir para oeste. Seguindo sobre águas mais frias e para uma região com condições meteorológicas mais estáveis, desfavoráveis para o seu desenvolvimento, Marie começou a se enfraquecer gradualmente. Marie se enfraqueceu para uma tempestade tropical por volta das 18:00 (UTC) daquele dia. A tendência de enfraquecimento do sistema continuou e Marie se enfraqueceu para uma depressão tropical por volta do meio-dia de 6 de outubro. Marie degenerou-se para uma área de baixa pressão remanescente durante as primeiras horas (UTC) de 7 de outubro, quando perdeu todas as suas áreas de convecção associadas; naquele momento, o centro do sistema localizava-se a cerca de 1.590 km a oeste-sudoeste do extremo sul da península da Baixa Califórnia. Porém, a área de baixa pressão remanescente de Marie permaneceu ativa por mais 12 dias enquanto seguia para sudoeste, para sudeste, e depois para oeste. Durante este período, o sistema apresentou brevemente áreas de convecção associadas, mas na maior parte desse período o sistema estava livre de áreas de convecção devido ao forte cisalhamento do vento. Finalmente, em 19 de outubro, a área de baixa pressão remanescente de Marie foi absorvida pela zona de convergência intertropical a cerca de 1.945 km a leste-sudeste do arquipélago do Havaí.

## Preparativos e impactos
Por estar relativamente distante de qualquer área costeira, Marie não causou impactos. Apenas um navio foi apanhado pela tempestade; o navio registrou ventos máximos sustentados de 65 km/h e uma pressão de 1.009 mbar enquanto estava localizado a cerca de 130 km ao norte do centro ciclônico de Marie por volta das 06:00 (UTC) de 5 de outubro. Não houve qualquer avaria na embarcação.